# Инвърклайд
Инвърклайд (на английски: Inverclyde, на шотландски: Inbhir Chluaidh) е една от 32-те области в Шотландия. Граничи с областите Северен Еършър и Ренфрушър.

## Населени места
- Грийнок (Greenock)
- Инвъркип (Inverkip)
- Порт Глазгоу (Port Glasgow)